# William Mason (Sänger)
William Mason (* 1947 in London, Großbritannien) ist ein englischer Opernsänger (Bass). Er lebt in Ahorn in Oberösterreich.

## Leben
Mit seiner aus Neuseeland stammenden Frau Jean, die ebenfalls Sängerin war, hat er zwei Söhne, den in Hagen lebenden Opernsänger Orlando und den freiberuflichen Theaterregisseur und Autor Henry.
William Mason hatte im Alter von zehn Jahren seinen ersten bezahlten Gesangsjob als Chorknabe in Bristol (umgerechnet EUR 0,40/Jahr).
 1966 begann er sein Studium an der Universität Cambridge und der Royal Academy of Music bei bekannten Lehrern wie Kenneth Bowen, Otakar Kraus, Alexander Kolo und Riccardo Lombardi. An der Glyndebourne Festival Opera sang er 1972 im Chor. Ein festes Engagement an der English National Opera folgte, wo er als „Bonze“ (Madame Butterfly), „Zuniga“ (Carmen) und als „Mönch“ (Don Carlos) auftrat.
Im Jahr 1977 wechselte er ans Stadttheater Heidelberg, wo er u. a. den „Commendatore“ (Don Giovanni) und „Simone“ (Gianni Schicchi) sang. Am Stadttheater Würzburg (ab 1979) sang er den Part des „Osmin“ in Die Entführung aus dem Serail, „Rocco“ in Fidelio und „van Bett“ in Zar und Zimmermann.
Mason war von 1982 bis 2009 beim Landestheater Linz fix engagiert. Hier stellte er den „Sarastro“ in Mozarts Die Zauberflöte, „Don Alfonso“ in Così fan tutte, die Titelfigur „Don Pasquale“ in der Donizetti-Oper und den „Großinquisitor“ in Don Carlos dar. In der Spielzeit  2006/2007 war er als „Gaderer“ in Das Testament, „Briefträger“ in „Die feuerrote Friederike“, „Drunken Poet“ in „The Fairy Queen“ (Die Feenkönigin) und „Herr Advokat“ in der Uraufführung „Die listige Witwe“ von Peter Androsch zu sehen. 
Zwischendurch trat er auch als Gast an anderen österreichischen Bühnen auf, so als Nabuccos „Zaccaria“ in Innsbruck, im Freischütz als „Caspar“ in Graz sowie in Klagenfurt als „Doktor“ in „Elegie für junge Liebende“.
In der Inszenierung seines Sohnes Henry spielte er 2019 am Landestheater Linz den „Alter Iggie von Ephrussi“ in Edmund de Waals Der Hase mit den Bernsteinaugen.
Von 1992 bis 2013 unterrichtete er an der Anton Bruckner Privatuniversität Linz als Professor für Gesang. Er ist Musikalischer Leiter des Vereins für Barockoper „Opera da Camera“ in Wilhering, den er 1996 gemeinsam mit seiner Gattin Jean gegründet hatte.
Von 2002 bis 2004 war Mason Mitglied des oberösterreichischen Landeskulturbeirates.

## Theater in der Kulturfabrik
2007 gründete er gemeinsam mit seiner Frau das Festival "Theater in der Kulturfabrik" in Helfenberg im Mühlviertel nördlich von Linz:
2007 standen  dort Shakespeares „Komödie der Irrungen“ und „Down with Love“ des Sohns Henry Mason, „His Majesty's Players“ auf dem Programm. Die Barockoper „Venus und Adonis“ wurde von ihm musikalisch geleitet und von Nicole Weber inszeniert. An dieser Produktion wirkten Jugendliche aus dem Theater Helfenberg, ein Kinderchor der örtlichen Volksschule, Sohn Orlando (engagiert an der Kölner Oper), und Schauspieler aus Tschechien mit. „Venus und Adonis“ gilt als erste englische Oper überhaupt.
Es folgten weitere Produktionen in Helfenberg, wie beispielsweise:
- 2008 Wie es euch gefällt – Regie Henry Mason,
- 2009 Der Drache von Helfenberg – Regie Beverly Blankenship;
- 2010 Der Mikado – Regie John F. Kutil;
- 2011 Der Talisman – Regie John F. Kutil;
- 2012 Das Wintermärchen – Regie Henry Mason. Dafür wurde der Bühnenkunstpreis des Landes Oberösterreich 2012 an das Team verliehen.[5]